# Spinotarsus
Spinotarsus är ett släkte av mångfotingar. Spinotarsus ingår i familjen Odontopygidae.

## Dottertaxa tillSpinotarsus, i alfabetisk ordning[1]
- Spinotarsus addoensis
- Spinotarsus anguliferus
- Spinotarsus apertus
- Spinotarsus avirostris
- Spinotarsus bandirensis
- Spinotarsus bicuspidatus
- Spinotarsus bruggenorum
- Spinotarsus bullatinus
- Spinotarsus bullatoides
- Spinotarsus bullatus
- Spinotarsus castaneus
- Spinotarsus colosseus
- Spinotarsus costatus
- Spinotarsus curvatus
- Spinotarsus cuspidosus
- Spinotarsus debilis
- Spinotarsus demotus
- Spinotarsus denticulatus
- Spinotarsus denticuliferus
- Spinotarsus destructus
- Spinotarsus dingaanus
- Spinotarsus dissutus
- Spinotarsus drummondicus
- Spinotarsus durbanensis
- Spinotarsus elatior
- Spinotarsus elegans
- Spinotarsus fiedleri
- Spinotarsus glabrus
- Spinotarsus glomeratus
- Spinotarsus gracilis
- Spinotarsus hluhluwensis
- Spinotarsus hospitii
- Spinotarsus inermis
- Spinotarsus ingwavuma
- Spinotarsus johnsensis
- Spinotarsus kelidotus
- Spinotarsus kentaniensis
- Spinotarsus kranskopensis
- Spinotarsus krausi
- Spinotarsus kruegeri
- Spinotarsus lanceolatus
- Spinotarsus lawrencei
- Spinotarsus leptoproctus
- Spinotarsus levifrons
- Spinotarsus liberalis
- Spinotarsus lineatus
- Spinotarsus lobatus
- Spinotarsus lobuliferus
- Spinotarsus londinensis
- Spinotarsus magnus
- Spinotarsus malleolus
- Spinotarsus maritzburgensis
- Spinotarsus masienensis
- Spinotarsus mazongwanus
- Spinotarsus mertensi
- Spinotarsus metabelinus
- Spinotarsus modestus
- Spinotarsus natalicus
- Spinotarsus olifantis
- Spinotarsus pallidicauda
- Spinotarsus papillatus
- Spinotarsus parvus
- Spinotarsus piriensis
- Spinotarsus pretoriae
- Spinotarsus pretorianus
- Spinotarsus pusillus
- Spinotarsus ratonipsus
- Spinotarsus rhodesianus
- Spinotarsus robustus
- Spinotarsus rostrum
- Spinotarsus serrulatus
- Spinotarsus silvarum
- Spinotarsus silvicolens
- Spinotarsus skukuzicus
- Spinotarsus solitarius
- Spinotarsus striatus
- Spinotarsus striolatus
- Spinotarsus swartkopensis
- Spinotarsus tenuis
- Spinotarsus terrestris
- Spinotarsus transkei
- Spinotarsus triangulosellus
- Spinotarsus triangulosus
- Spinotarsus tridens
- Spinotarsus tristis
- Spinotarsus tshokwanensis
- Spinotarsus tubulosus
- Spinotarsus tugela
- Spinotarsus umgeni
- Spinotarsus umtata
- Spinotarsus unicus
- Spinotarsus vallatus
- Spinotarsus werneri
- Spinotarsus viridis
- Spinotarsus vulneratus
- Spinotarsus xanthonotus
- Spinotarsus zuluinus